# Alcozarejos
Alcozarejos es una localidad española perteneciente al municipio de Jorquera, en la provincia de Albacete, comunidad autónoma de Castilla-La Mancha.

## Demografía
Evolución de la población
| Gráfica de evolución demográfica de Alcozarejos entre 2000 y 2020  |
|                                                                    |
| Población de derecho (2000-2020) según el padrón municipal del INE |